# Persone di nome Henry/Altre...
| Questa pagina contiene informazioni ricavate automaticamente dalle voci biografiche con l'ausilio del template Bio e di un bot. L'aggiornamento è periodico e automatico e ricostruisce completamente la pagina. Se manca una persona in questa lista, sei pregato di non aggiungerla, ma accertati piuttosto che la sua voce biografica contenga il template Bio e che i dati anagrafici siano correttamente compilati. Se il template Bio manca, inseriscilo tu stesso o, in alternativa, metti l'avviso {{tmp\|Bio}} che ne segnala la mancanza. Se i dati riportati sono sbagliati, correggi direttamente la voce biografica; le modifiche saranno visibili in questa lista entro pochi giorni. Per chiarimenti vedi il progetto antroponimi. La lista contiene solo le 56 persone che sono citate nell'enciclopedia e per le quali è stato implementato correttamente il template Bio. Pagina aggiornata al 26 gen 2018. |

Questa è una lista di persone presenti nell'enciclopedia che hanno il prenome Henry e come attività principale sono Altre...

## B(3)
- Henry Beaufort, II conte di Somerset (n.1401 - †1418)
- Henry Brandon, I conte di Lincoln (Londra, n.1523 - Southwark, †1534)
- Henry Brawley, maratoneta statunitense (Roxbury, n.1876)

## C(1)
- Henry Carr, velocista e giocatore di football americano statunitense (Montgomery, n.1942 - Griffin, †2015)

## D(4)
- Henry Dillon, XI visconte Dillon,  irlandese (n.1705 - †1787)
- Henry de Beauchamp, I duca di Warwick (n.1425 - †1446)
- Henry de Beaumont, I conte di Warwick (n.1048 - Les Préaux, †1119)
- Henry del Galles (Londra, n.1984)

## E(1)
- Barney Ewell, velocista statunitense (Harrisburg, n.1918 - Lancaster, †1996)

## F(3)
- Henry Field, lunghista statunitense (Slater, n.1878 - Marshall, †1944)
- Henry FitzAlan, XIX conte di Arundel (Arundel, n.1512 - †1580)
- Henry Frayne, triplista e lunghista australiano (n.1990)

## G(7)
- Henry Grey, I duca di Suffolk (n.1517 - †1554)
- Henry Grey, I conte di Stamford (n.1599 - †1673)
- Henry Grey, I barone Grey di Groby (n.1547 - Bradgate Park, †1614)
- Henry Grey, IV conte di Kent (n.1495 - †1562)
- Henry Grey, I duca di Kent (n.1671 - †1740)
- Henry Grey, VI conte di Kent (n.1541 - †1615)
- Henry Grey, VIII conte di Kent (n.1583 - †1639)

## H(3)
- Henry Hawtrey, mezzofondista britannico (Southampton, n.1882 - Aldershot, †1961)
- Henry Hill, mafioso e collaboratore di giustizia statunitense (New York, n.1943 - Los Angeles, †2012)
- Henry Holland, III duca di Exeter (n.1430 - †1475)

## J(1)
- Harry Jerome, velocista canadese (Prince Albert, n.1940 - Vancouver, †1982)

## K(1)
- Harry Kerr, marciatore neozelandese (Taranaki, n.1879 - Taranaki, †1951)

## M(4)
- Henry Macintosh, velocista britannico (Kelso, n.1892 - Albert, †1918)
- Henry Louis Manceron, ammiraglio francese (Lorient, n.1848 - Parigi, †1917)
- Henry Marsh, ex siepista statunitense (Boston, n.1954)
- H.M. (Brooklyn, n.1926 - Hartford, †2008)

## P(11)
- Henry Palmé, maratoneta svedese (Flädie, n.1907 - Söderort, †1987)
- Henry Percy, cavaliere medievale inglese (Northumberland, n.1364 - Shrewsbury, †1403)
- Henry Percy, I conte di Northumberland (Alnwick, n.1341 - Bramham Moor, †1408)
- Henry Percy, II conte di Northumberland (Alnwick, n.1393 - St Albans, †1455)
- Henry Percy, III conte di Northumberland (Leconfield, n.1421 - Towton, †1461)
- Henry Percy, IV conte di Northumberland (Leconfield, n.1449 - South Kilvington, †1489)
- Henry Algernon Percy, V conte di Northumberland (Alnwick, n.1477 - †1527)
- Henry Percy, VI conte di Northumberland (n.1502 - †1537)
- Henry Percy, VIII conte di Northumberland (Newburn, n.1532 - Londra, †1585)
- Henry Percy, IX conte di Northumberland (Tynemouth, n.1564 - Petworth, †1632)
- Henry Petersen, astista danese (Horsens, n.1900 - Copenaghen, †1949)

## R(2)
- Henry Rono, ex mezzofondista e siepista keniota (Kiptaragon, n.1952)
- Henry Russell, velocista statunitense (n.1904 - West Chester, †1986)

## S(12)
- Louis Scott, mezzofondista statunitense (Paterson, n.1889 - †1954)
- Henry Seymour (Wulfhall, n.1503 - Winchester, †1578)
- Henry Sidney, I conte di Romney (Parigi, n.1641 - Londra, †1704)
- Henry Sidney (Londra, n.1529 - Ludlow, †1586)
- Henry Slack, velocista statunitense (Chicago, n.1877 - San Francisco, †1928)
- Henry Slade,  britannico (Plymouth, n.1993)
- Henry Somerset, I duca di Beaufort (Carmarthen, n.1629 - Londra, †1700)
- Henry Stafford (n.1425 - †1471)
- Henry Stafford, III conte di Wiltshire (n.1479 - †1523)
- Henry Stafford, I barone Stafford (Penshurst, n.1501 - Caus Castle, †1563)
- Henry Stafford, II barone Stafford (Isleworth, n.1527 - Castello di Stafford, †1565)
- Henry Sutton (n.1637 - †1665)

## W(3)
- Gino Watkins, esploratore britannica (Londra, n.1907 - Tuttilik, †1932)
- Henry, duca di Gloucester (Sandringham, n.1900 - Oundle, †1974)
- Henry Wriothesley, III conte di Southampton (Cowdray, n.1573 - †1624)